# Weitek

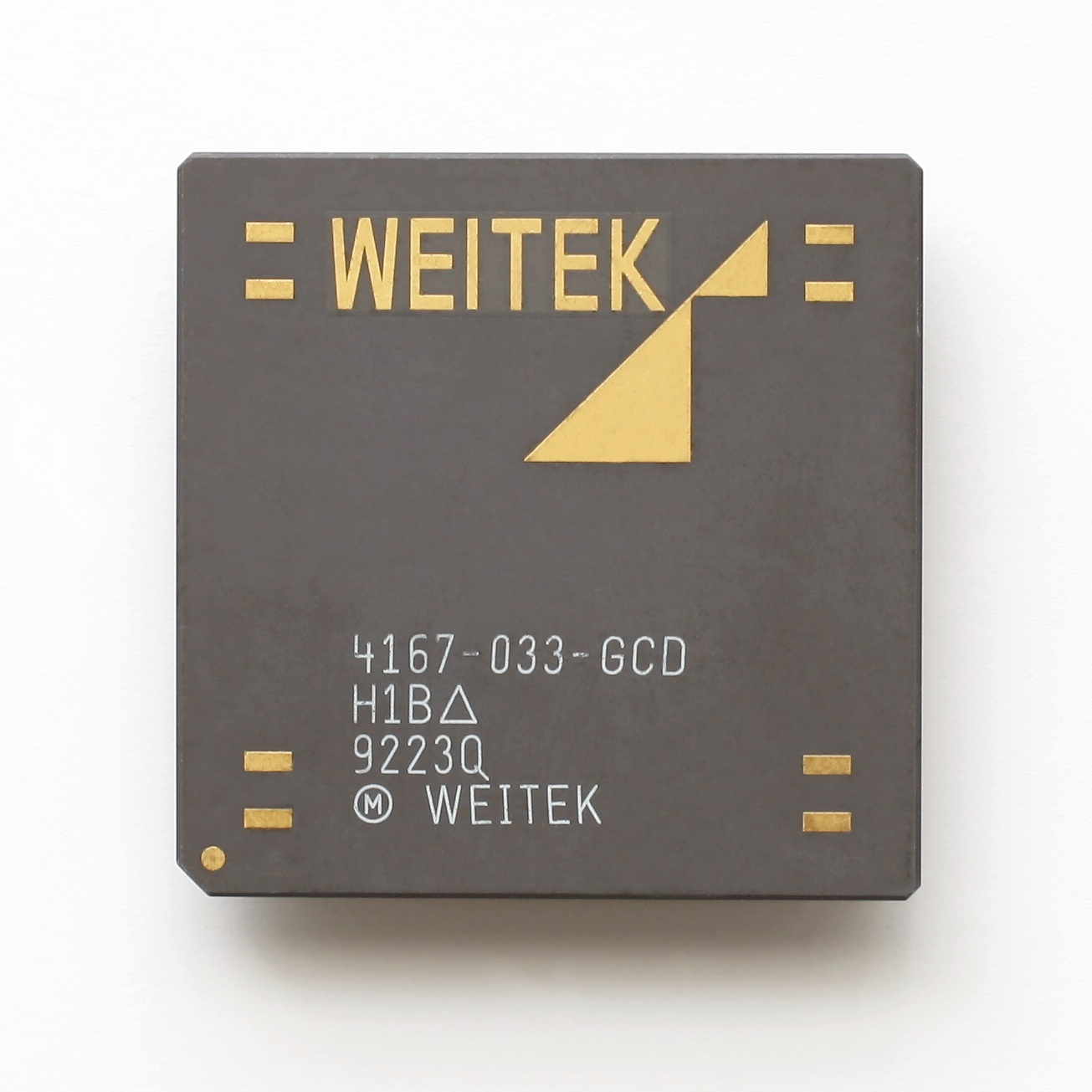
Weitek 4167 para computadoras basadas en i486.

Weitek Corporation fue una compañía de desarrollo de chips con base en San José, California. Originalmente concentrada en las unidades de coma flotante para algunos fabricantes de CPUs. A principios y mediados de los años 1980 los diseños de Witek se encontraban en muchos superordenadores que llevaban a cabo computación paralela. Para el 1995 fue muriendo en su mayor parte, y a finales del 1996 lo restante fue comprado por Rockwell Semiconductor y rápidamente desapareció.
Weitek empezó en 1981, cuando algunos ingenieros de Intel dejaron la empresa para empezar su propia compañía. Weitek desarrollo coprocesadores matemáticos (FPU) para muchos sistemas, incluidos para los sistemas basados en el Motorola 68000, el 1064, y para los sistemas basados en el Intel i286, el 1067. Intel había quedado relegada en el desarrollo de su propio FPU para el procesador i386, para lo que Weitek desarrollo el 1167 para ellos. Upgrades posteriores de estos terminaron en el desarrollo de los 2167, 3167 y 4167. Más adelante desarrollaría similares FPUs para la arquitectura MIPS, conocida como la línea XL.
En diciembre de 1996 Rockwell International publicó un comunicado anunciando que llegaron a un acuerdo para adquirir Weitek Corporation y mantener al menos 20 de sus empleados, con la finalidad de abrir una subsidiaria de Rockwell enfocada en desarrollo de procesadores multimedia de bajo costo. Finalmente la compañía cerro sus operaciones luego de ser vendida el 15 de septiembre de 1997.